# Víctor Barberà
Víctor Barberà Romero (Barcelona, 20 augustus 2004) is een Spaans voetballer die sinds 2024 onder contract ligt bij FC Barcelona.

## Clubcarrière

### Jeugd
Barberà ruilde in 2020 de jeugdopleiding van CF Damm voor die van FC Barcelona. In zijn debuutseizoen kroonde hij zich met negentien goals tot topschutter van de División de Honor Juvenil de Fútbol. In 2022 stroomde hij door naar Barça Atlètic, waar hij in het seizoen 2022/23 acht keer scoorde in de Primera Federación. Barberà scoorde dat seizoen ook zeven goals in vijf wedstrijden in de UEFA Youth League, mede dankzij een hattrick tegen Bayern München in de groepsfase.

### Club Brugge
In juni 2023 maakte Club Brugge bekend dat Barberà een vierjarig contract had ondertekend in het Jan Breydelstadion. Hij trad daarmee in de voetsporen van Ferran Jutglà, die een jaar eerder al van Barcelona naar Club Brugge overstapte.
Door zijn deelname aan het EK onder 19 miste hij de zomerstage van de A-kern in Nederland, maar op 12 augustus 2023 nam hij wel een goede start bij Club NXT, het beloftenelftal van de club in Eerste klasse B: op de openingsspeeldag van de competitie opende hij tegen Lierse Kempenzonen meteen zijn doelpuntenrekening voor de blauw-zwarte beloften. Op 1 november 2023, toen Barberà aan drie goals in acht competitiewedstrijden zat bij Club NXT, liet Ronny Deila hem zijn officiële debuut voor het eerste elftal vieren in de bekerwedstrijd tegen Beerschot VA (0-6-zege): in de 62e minuut mocht hij Igor Thiago aflossen.
Op 10 februari 2024 maakte Barberà zijn debuut in de Jupiler Pro League: in de 4-0-zege tegen KAS Eupen liet Deila hem in de 79e minuut invallen voor Antonio Nusa. Deila liet de Spanjaard vier keer kort invallen in de reguliere competitie, en daartussen ook in de halve finale van de Beker van België tegen Union Sint-Gillis en de achtste finale van de Conference League tegen Molde FK. Opgeteld kwam Barberà in zijn debuutseizoen bij Club Brugge, dat in de play-offs  een vierde plaats in de reguliere competitie nog omzette in een onverhoopte landstitel, zo'n uur aan spelen toe. Bij Club NXT kwam hij daarentegen aan negentien basisplaatsen, waarin hij zes keer scoorde. 

### Barça Atlètic
Op 27 augustus 2024 maakte FC Barcelona de terugkeer van Barberà bekend: de twintigjarige aanvaller ondertekende een contract tot medio 2026 bij zijn ex-club en sloot aan bij Barça Atlètic.

## Clubstatistieken
| Seizoen | Club          | Land            | Competitie         | Competitie | Competitie | Beker | Beker | Supercup | Supercup | Internationaal | Internationaal | Totaal | Totaal |
| Seizoen | Club          | Land            | Competitie         | Wed.       | Dlp.       | Wed.  | Dlp.  | Wed.     | Dlp.     | Wed.           | Dlp.           | Wed.   | Dlp.   |
| ------- | ------------- | --------------- | ------------------ | ---------- | ---------- | ----- | ----- | -------- | -------- | -------------- | -------------- | ------ | ------ |
| 2022/23 | Barça Atlètic | Vlag van Spanje | Primera Federación | 23         | 8          | —     | —     | —        | —        | —              | —              | 23     | 8      |
| 2023/24 | Club NXT      | Vlag van België | Eerste klasse B    | 19         | 6          | —     | —     | —        | —        | —              | —              | 19     | 6      |
| 2023/24 | Club Brugge   | Vlag van België | Eerste klasse A    | 4          | 0          | 2     | 0     | —        | —        | 1              | 0              | 7      | 0      |
| 2024/25 | Barça Atlètic | Vlag van Spanje | Primera Federación | 9          | 2          | —     | —     | —        | —        | —              | —              | 9      | 2      |
| Totaal  | Totaal        | Totaal          | Totaal             | 55         | 16         | 2     | 0     | 0        | 0        | 1              | 0              | 58     | 16     |

Bijgewerkt op 4 februari 2025.

## Interlandcarrière
Barberà nam met Spanje –19 deel aan het EK onder 19 in Malta. Barberà scoorde er in de eerste groepswedstrijd tegen IJsland (1-2-zege) de tweede Spaanse goal en was in de tweede groepswedstrijd tegen Griekenland (0-5-zege) goed voor twee goals en een assist. In de halve finale scoorde hij tegen Italië, maar dat was niet genoeg om een 2-3-nederlaag te vermijden. Met vier doelpunten kroonde Barberà zich tot topschutter van het toernooi, dat uiteindelijk door Italië gewonnen werd.

## Erelijst
| Competitie             | Aantal      | Jaren       |
| Club Brugge            | Club Brugge | Club Brugge |
| ---------------------- | ----------- | ----------- |
| Belgisch landskampioen | 1x          | 2023/24     |